# Bahnhof Tianjin
Der Bahnhof Tianjin (chinesisch 天津站) ist der Zentralbahnhof der chinesischen Stadt Tianjin. Er besteht seit 1888, wurde in den Jahren 1987/88 neu erbaut und 2007/08 mit dem Anschluss ans Schnellfahrnetz neu strukturiert. Seit dem 1. August 2008 ist er der Endpunkt der Schnellfahrstrecke Peking–Tianjin (chinesisch 京津城际铁路) auf der Geschwindigkeiten von bis zu 350 km/h erreicht werden. Er ist in weitere Schnellfahrstrecken wie z. B. die Schnellfahrstrecke Peking–Shanghai und die Bahnlinie Beijing–Harbin eingebunden. Seit dem 1. Oktober 2012 sind die Linien 2, 3 und 9 der U-Bahn Tianjin an den Bahnhof angeschlossen.

## Geschichte

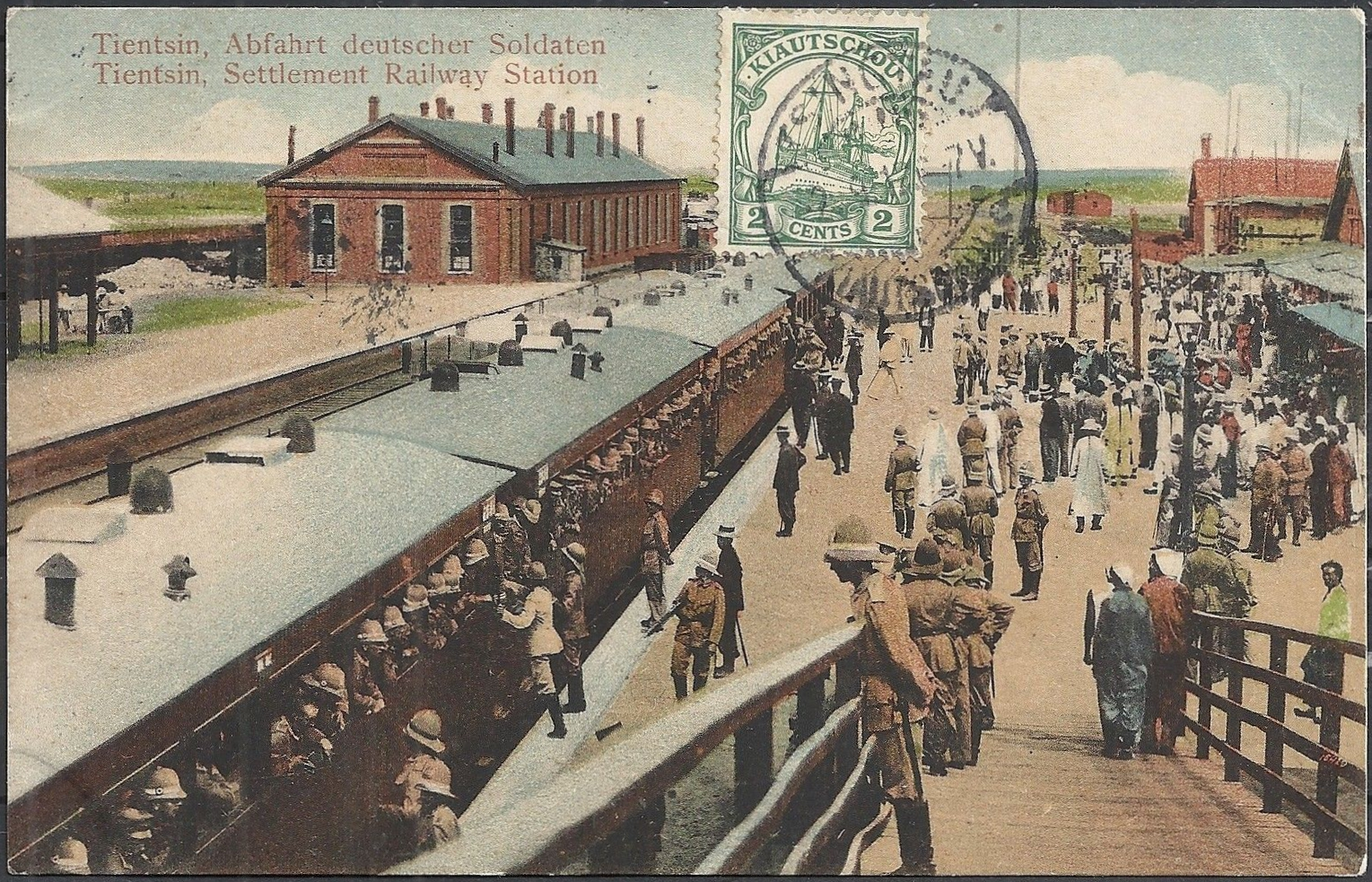
Bahnhof Tianjin um 1900 auf einer deutschen Postkarte

Der Bahnhof wurde 1888 erbaut, als die Kaiping (chinesisch 開平) Eisenbahnstrecke bis nach Tianjin verlängert wurde, der Streckenname wurde als Folge davon in Jintang-Bahn (chinesisch 津唐铁路) geändert.
Nachdem die durchschnittliche Passagierzahlen auf über 65.000 pro Tag gestiegen waren, wurde im siebten Fünfjahresplan der Volksrepublik China (1986–1990) der Ausbau des Bahnhofs als Schlüsselprojekt aufgenommen. Von 1987 bis 1988 wurde er umgebaut und dabei um den 66 m hohen Uhrenturm erweitert. Die Wiedereröffnung fand am 1. Oktober anlässlich der 100-Jahr-Feier des Bahnhofs durch den Minister für das Eisenbahnwesen Li Senmao statt.
In den Jahren 2007 und 2008 gab es in Vorbereitung auf die Olympischen Sommerspiele 2008 einen erneuten Umbau. In der Stadt fanden einige sportliche Wettbewerbe statt und so wurde Tianjin in diesem Rahmen mit der Hochgeschwindigkeits-Personenstrecke Peking–Tianjin an Peking angebunden.

## Struktur
Der Bahnhof erschließt sich auf vier Untergeschosse, wo sich die U-Bahn Anschlüsse befinden, dem Erdgeschoss, der den Haupteingang beinhaltet und einem weiteren Obergeschoss. 6000 Passagiere können gleichzeitig abgefertigt werden.